# ديان بيرسون
ديان بيرسون (بالإنجليزية: Diane Pearson)‏ (5 نوفمبر 1931 في المملكة المتحدة - 15 أغسطس 2017)؛ روائية بريطانية.